# Cleome guaranitica
Cleome guaranitica är en paradisblomsterväxtart som först beskrevs av Chod. och Hassl., och fick sitt nu gällande namn av Briquet. Cleome guaranitica ingår i släktet paradisblomstersläktet, och familjen paradisblomsterväxter. Inga underarter finns listade i Catalogue of Life.